# Едигёллер
Едигёллер (тур. Yedigöller — «Семь озёр»; официально Yedigöller Millî Parkı — «Национальный парк Едигёллер») — природный национальный парк в Черноморском регионе на севере Турции, северо-восточнее города Болу, расстояние до которого по автодороге составляет 42 км.
Центральная часть парка, в которой расположены давшие ему название озёра, представляет собой два плато на высоте около 780 метров над уровнем моря, окружённые горами высотой до 1488 метров. Вся территория парка Едигёллер, включая берега озёр, обильно покрыта смешанными лесами, растительность которых в основном состоит из лиственных видов деревьев и кустарников (бук, дуб, граб, вяз, ольха, липа, лещина, клён, берёза), в меньшей степени и преимущественно в высокогорной части — из хвойных (ель, сосна). Также в этих лесах протекает большое количество горных ручьёв, что в сочетании с высотой обуславливает относительно влажный и прохладный микроклимат, в котором листва деревьев к осени отчасти сохраняет зелень, отчасти окрашивается в ярко-жёлтые, оранжевые, коричневые и красные тона, характерные для классической «золотой осени» или «бабьего лета». Вследствие обилия осенних красок самым популярным сезоном для посещения Едигёллера является именно период с середины октября по конец ноября.
Животный мир парка Едигёллер включает такие виды, как благородный олень, европейская косуля, кабан, камышовый кот, обыкновенная рысь, азиатский волк, сирийский бурый медведь. В парке выявлено не менее 100 видов птиц. Озёра богаты рыбой, в том числе несколькими видами форели и карпообразных.
Расположенные на двух центральных плато парка семь озёр имеют оползневое происхождение и связаны между собой ручьями, образующими в некоторых местах небольшие водопады, а также подземными потоками. Крупнейшее из озёр — Буюкгёль (Büyükgöl, «Большое озеро») площадью 22,5 гектара и глубиной до 15 метров, а расположенное рядом с ним Дерингёль (Deringöl, «Глубокое озеро») является наиболее глубоким водоёмом этого бассейна, его максимальная глубина составляет 20 метров. Остальные пять озёр — Назлыгёль (Nazlıgöl, «Робкое озеро»), Инджегёль (İncegöl, «Узкое озеро»), Сазлыгёль (Sazlıgöl, «Тростниковое озеро»), Серингёль (Seringöl, «Прохладное озеро»), Кючюкгёль (Küçükgöl, «Малое озеро»). Площадь водяной поверхности озёр может меняться в зависимости от времени года и количества осадков, а «Малое озеро» Кючюкгёль летом и осенью пересыхает полностью.
В 1965 году бассейн Семи озёр с прилегающим нагорьем одним из первых в Турции получил статус национального парка. Сегодня Едигёллер является популярным местом для кемпинга, пикников на природе и активного отдыха. В парке обустроена базовая туристическая инфраструктура, включающая походные тропы, парковки (в том числе для трейлеров), смотровые площадки, столы для пикников, общественные уборные, точки общепита, а также бунгало. Любительская ловля рыбы в озёрах Буюкгёль и Дерингёль возможна по лицензии ежегодно в период с мая по сентябрь. Через Едигёллер проложена автомобильная дорога, въезд в парк платный. Со стороны Болу дорога проходит через высокогорные перевалы и в зимнее время перекрывается из-за снежных заносов и лавиноопасности. Со стороны Деврека (северо-восточнее парка) въезд в Едигёллер возможен круглый год.

## Галерея

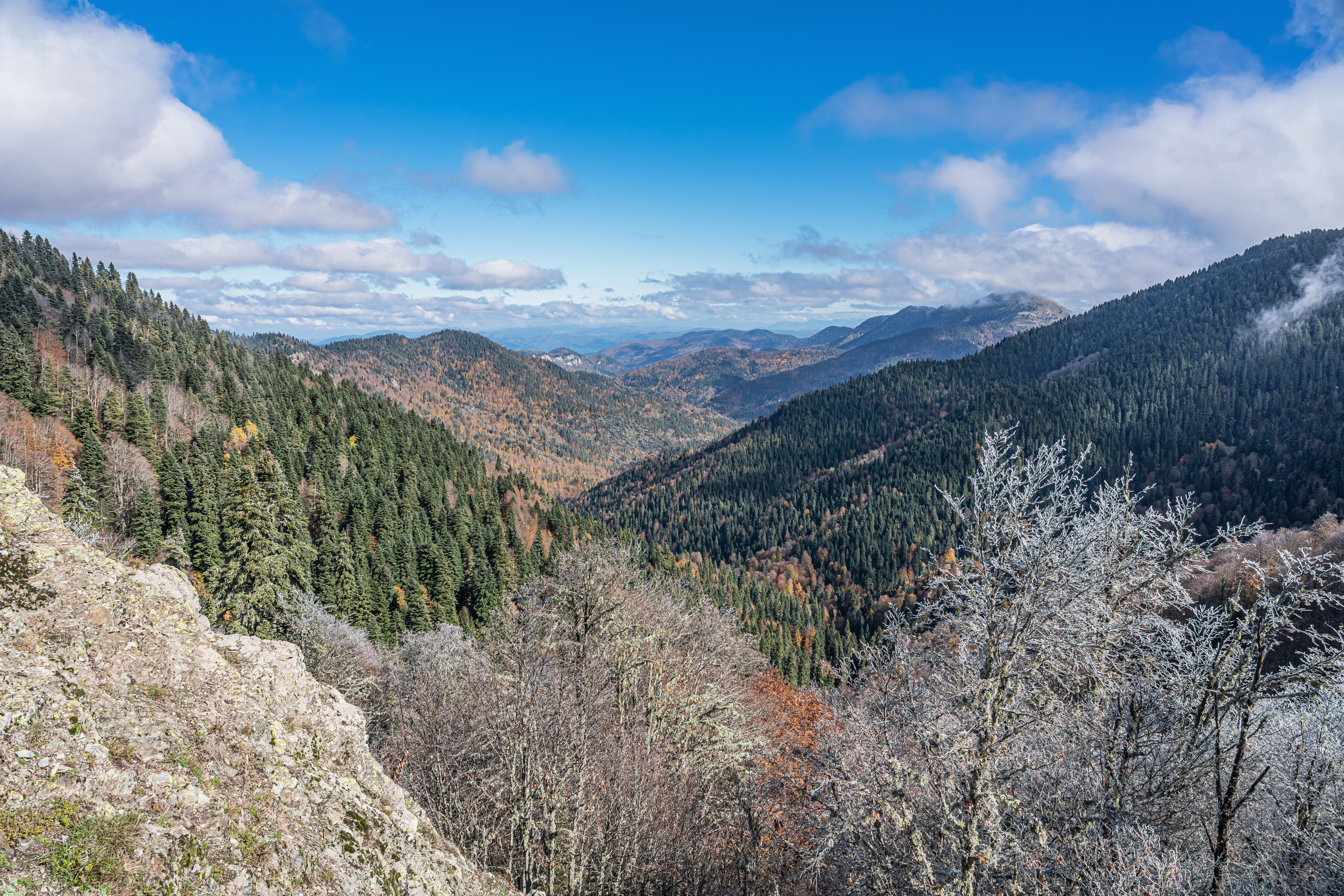
Пейзаж в высокогорной части парка
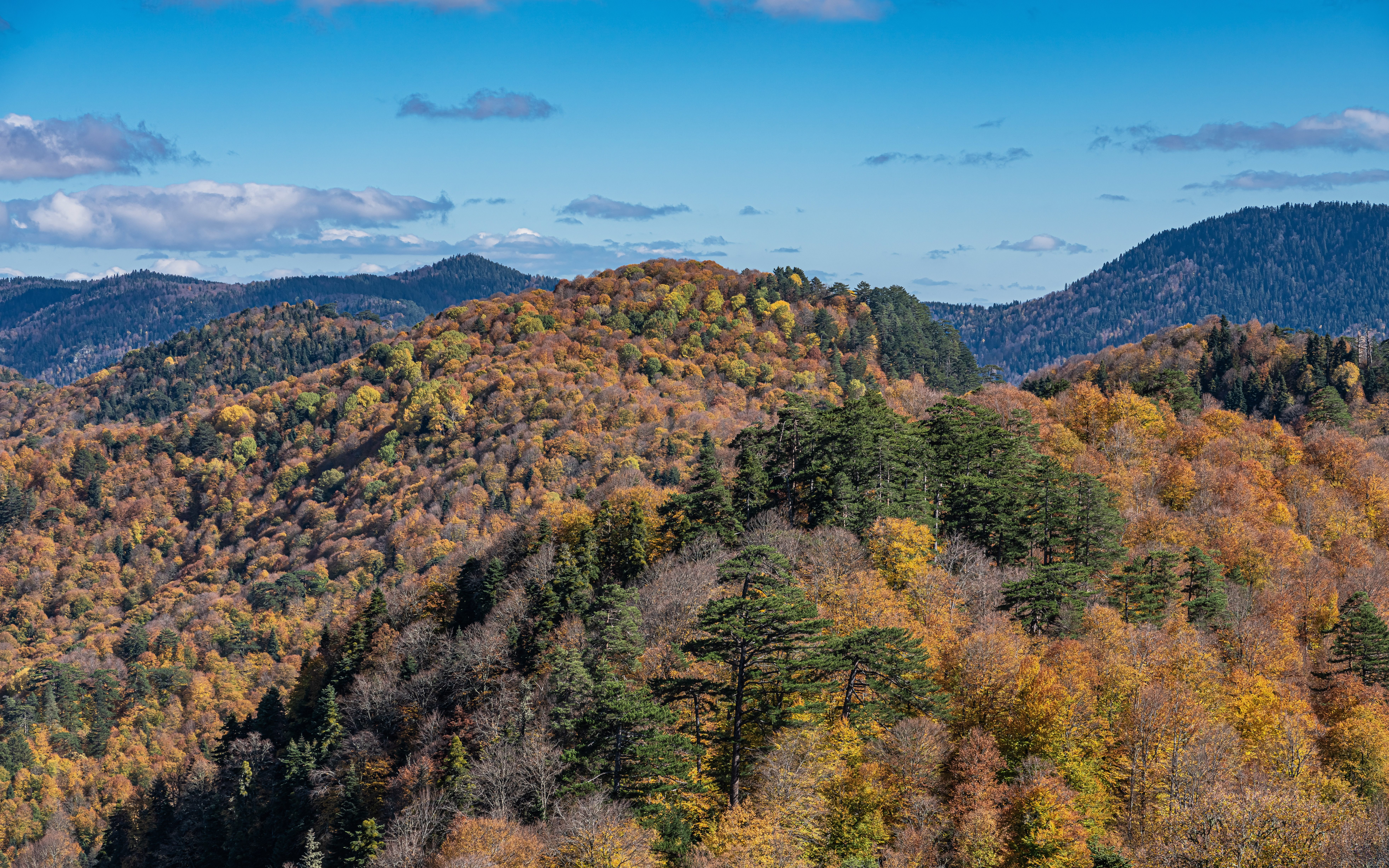
Пейзаж в высокогорной части парка
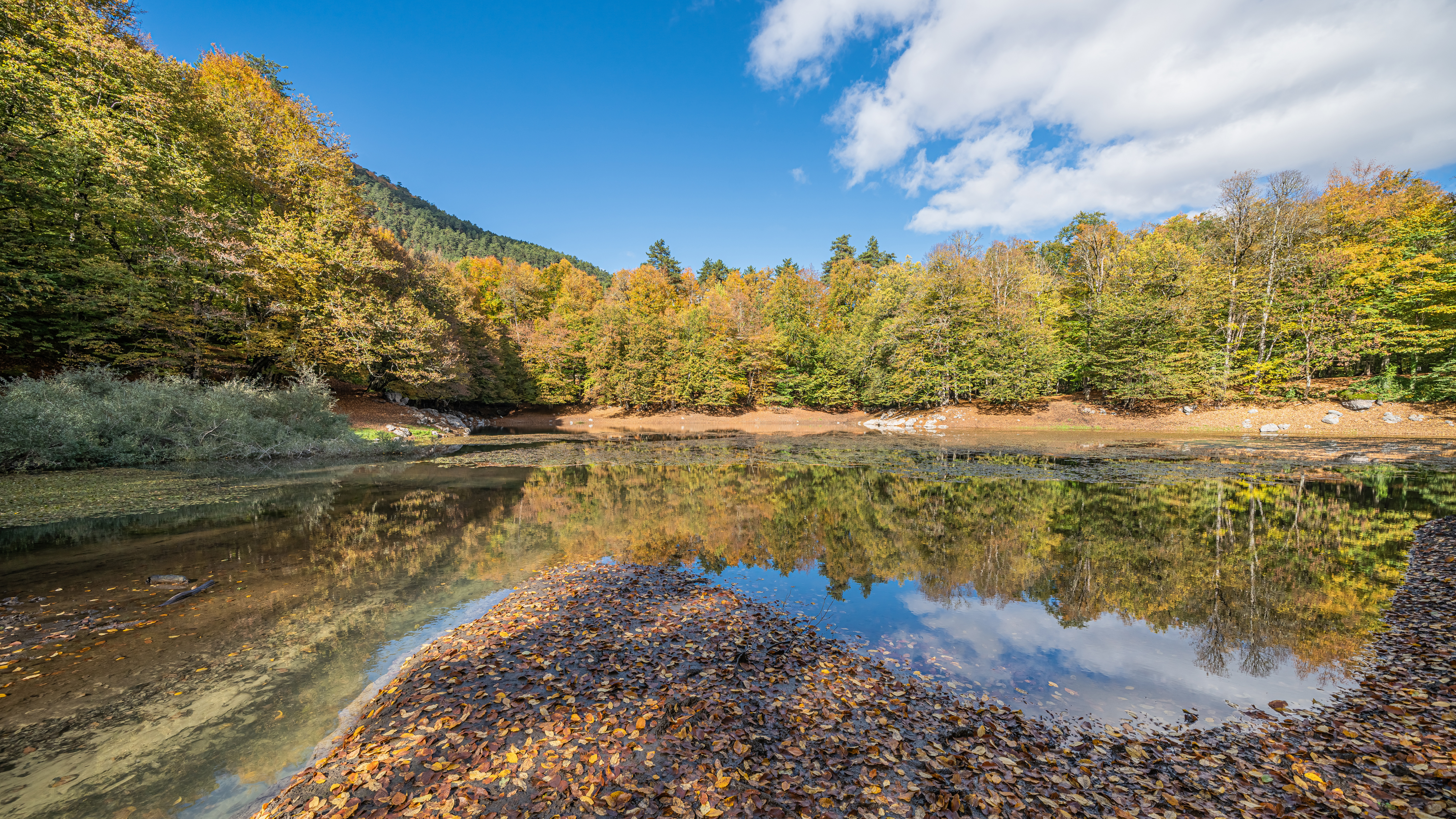
Озеро Назлыгёль
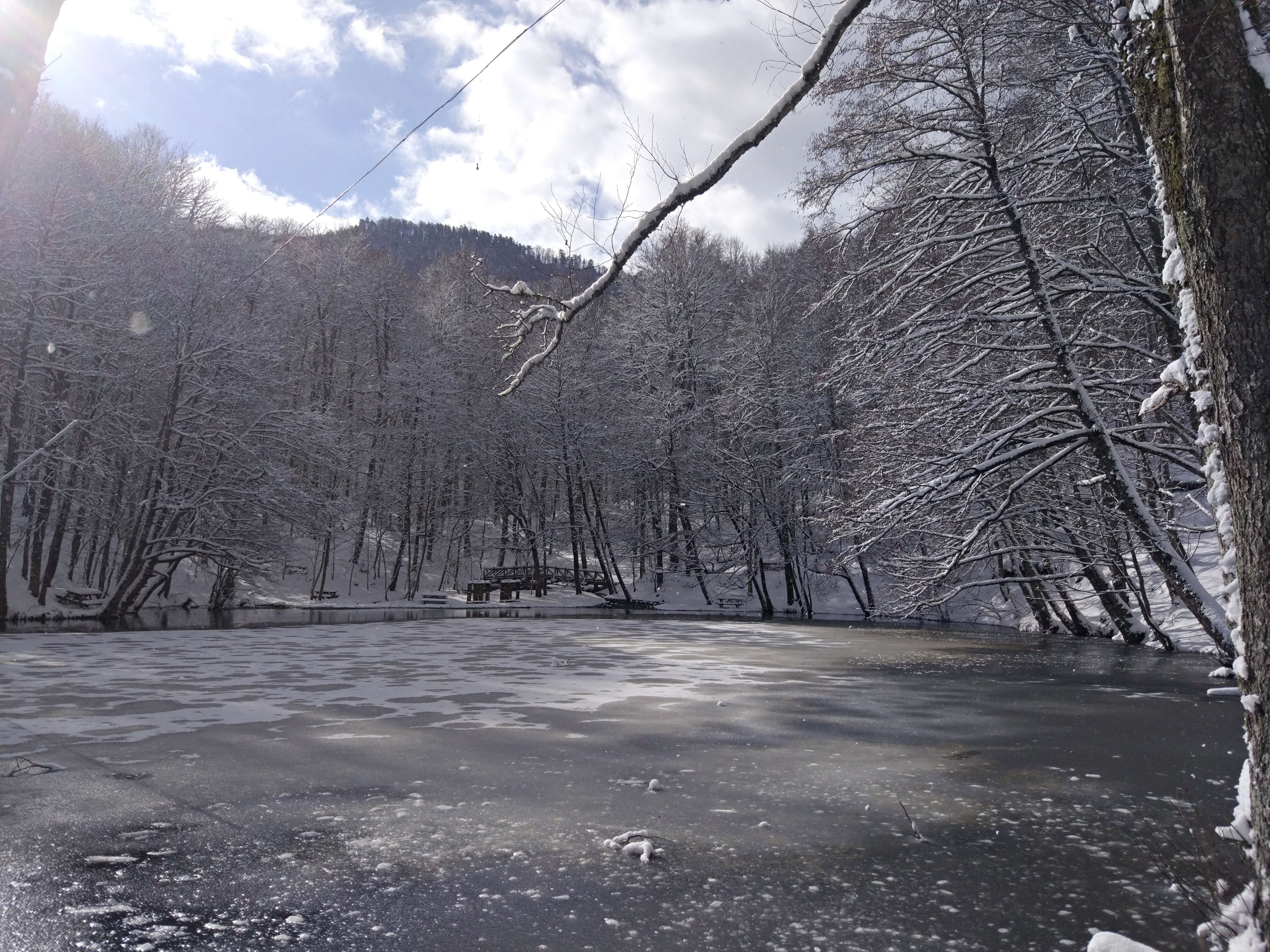
Озеро Дерингёль зимой
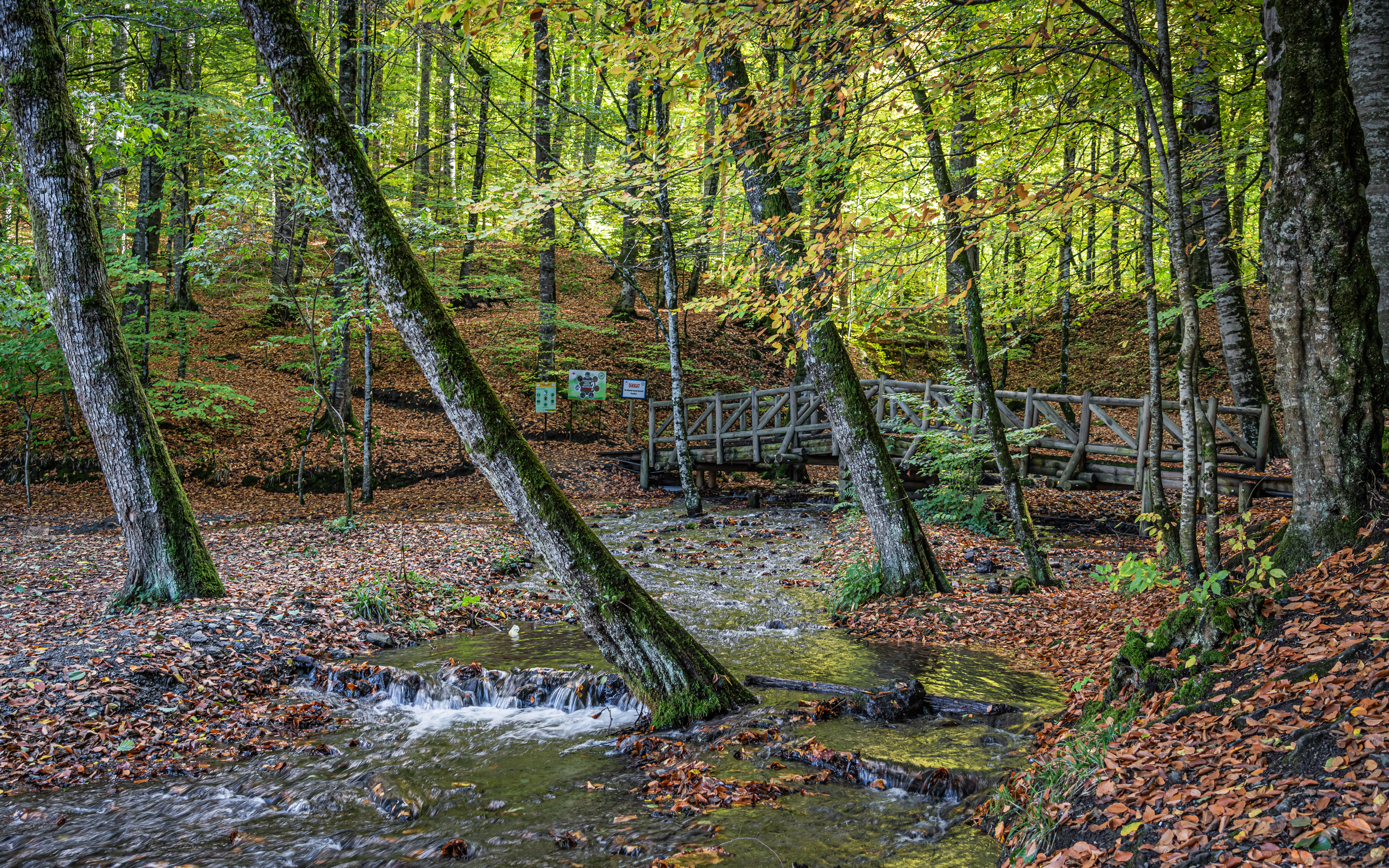
Ручей у впадения в озеро Дерингёль
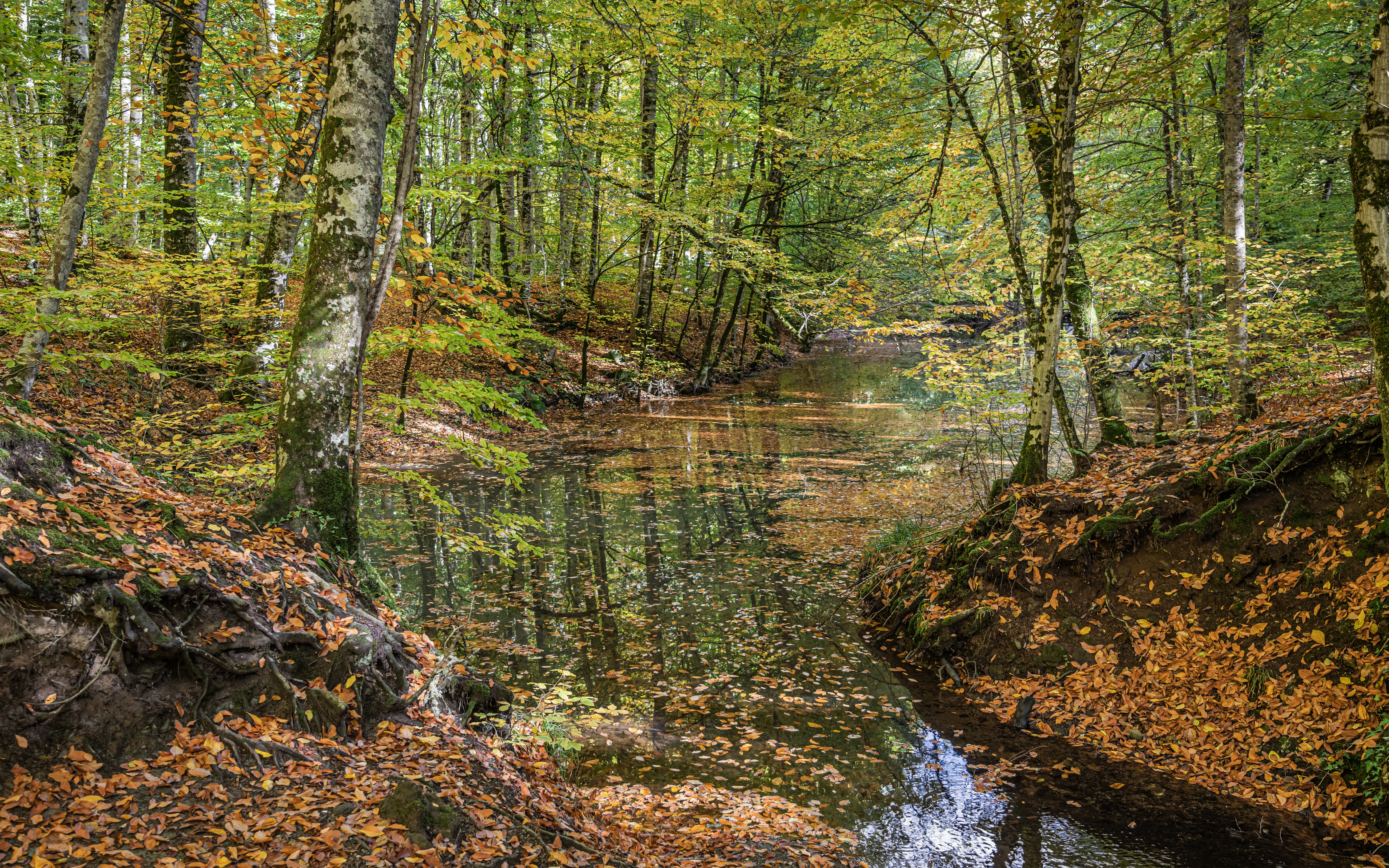
Озеро Инджегёль
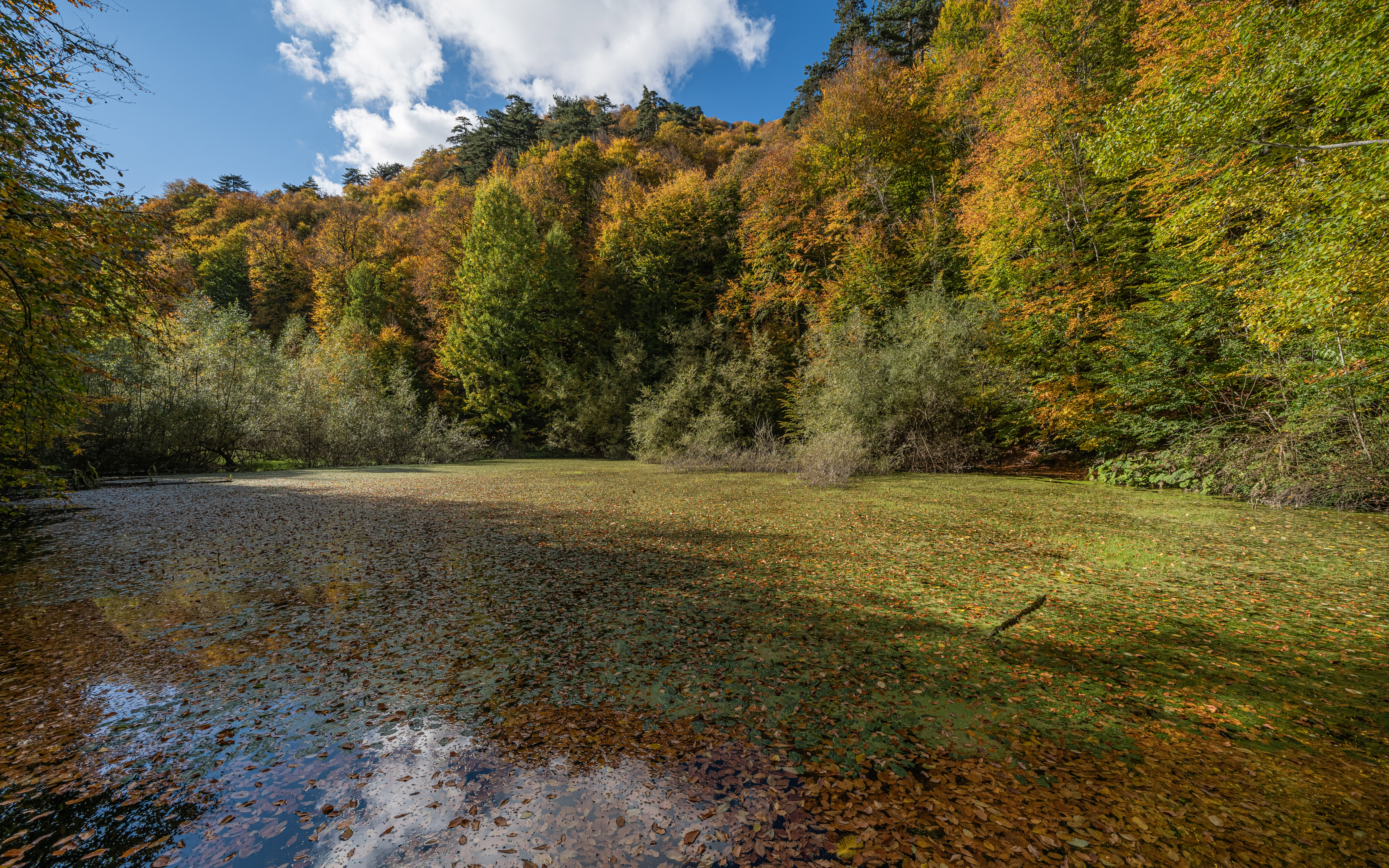
Озеро Сазлыгёль
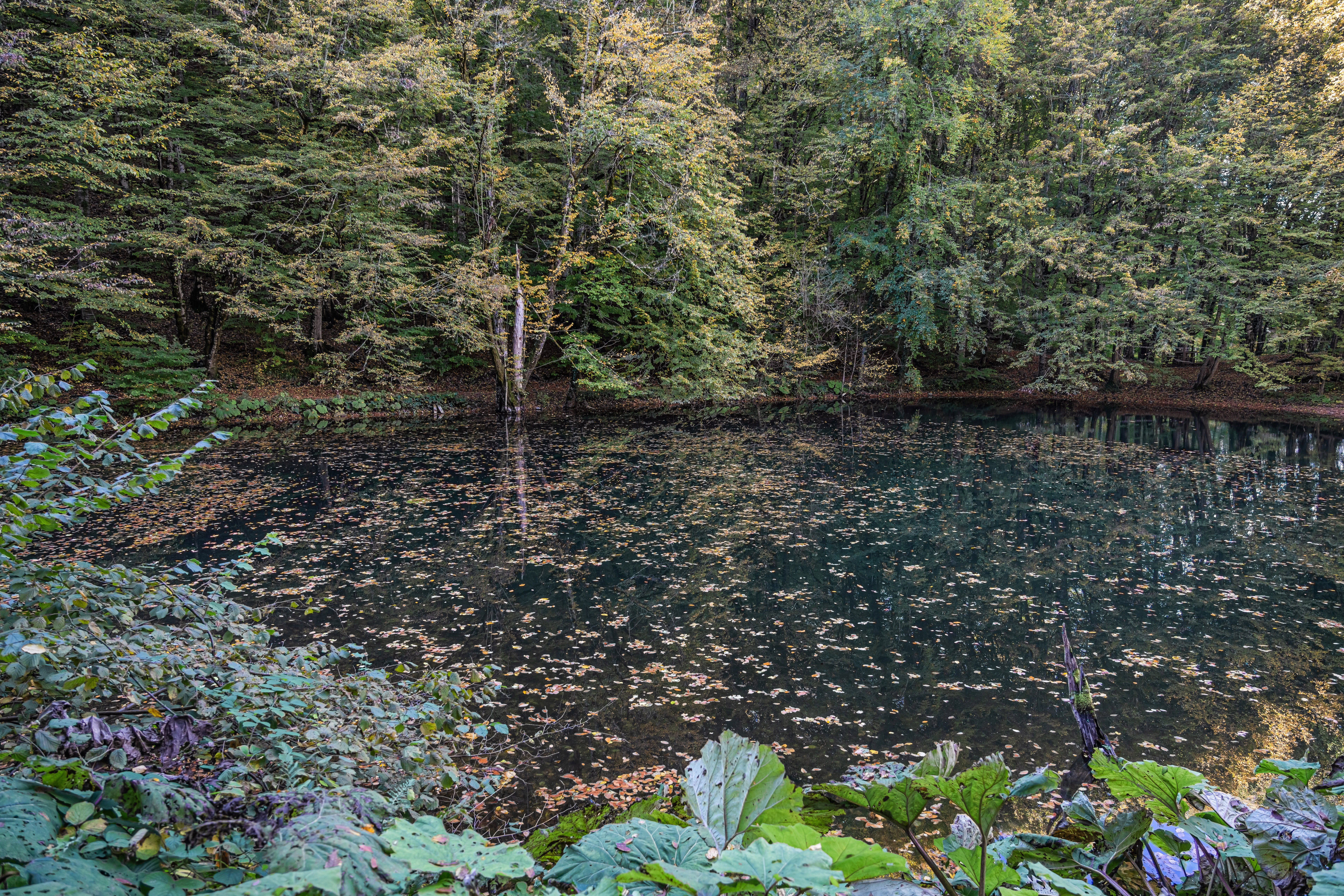
Озеро Серингёль
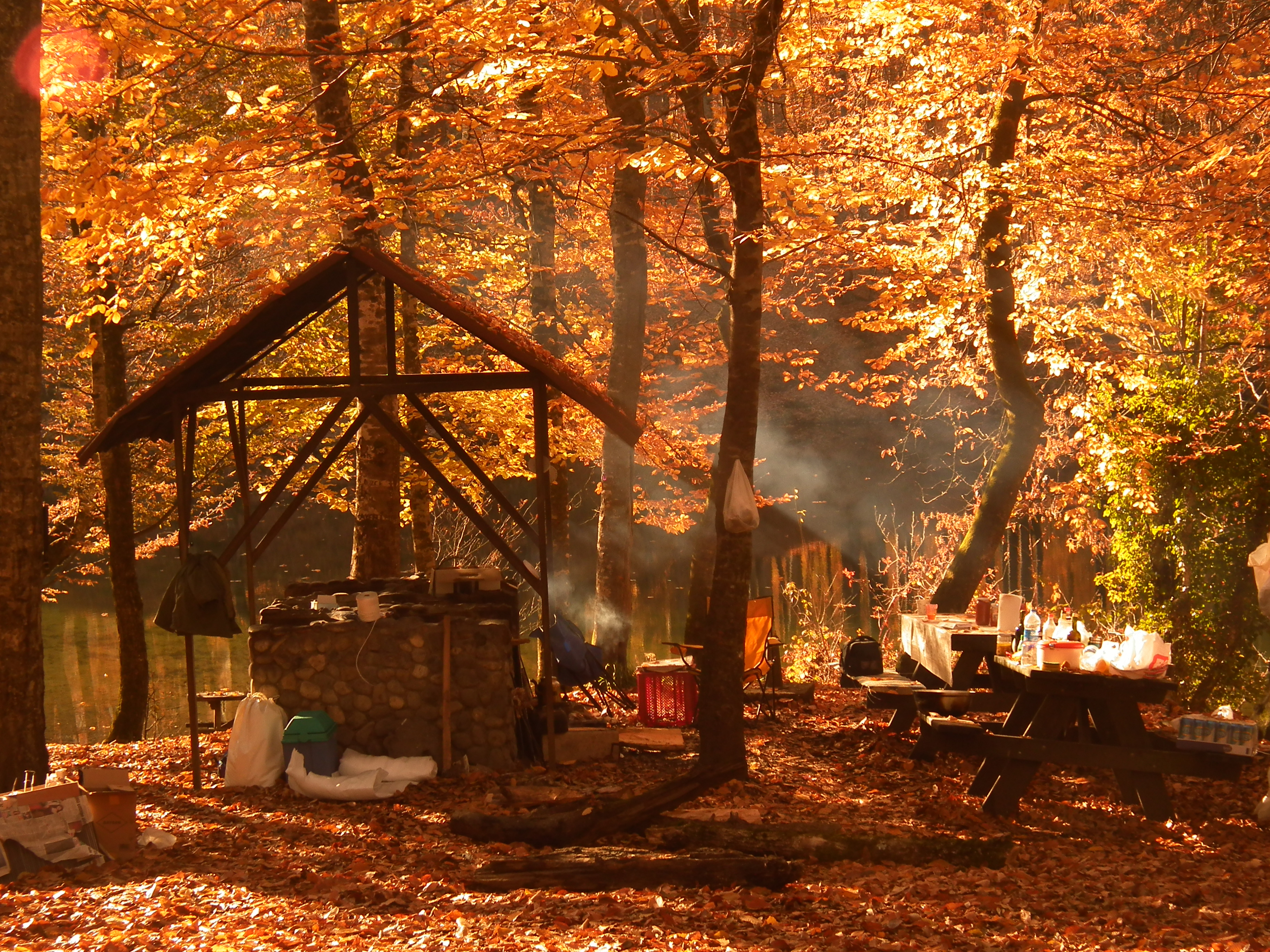
Одно из оборудованных мест для пикников